# Losse
 Losse  (en occitano Lòssa) es una población y comuna francesa, situada en la región de Aquitania, departamento de Landas, en el distrito de Mont-de-Marsan y cantón de Gabarret.

## Demografía
| 426 | 399 | 356 | 340 | 347 | 308 |
| Para los censos de 1962 a 1999 la población legal corresponde a la población sin duplicidades (Fuente: INSEE [Consultar]) |     |     |     |     |     |